# كلاوس فليمنغ

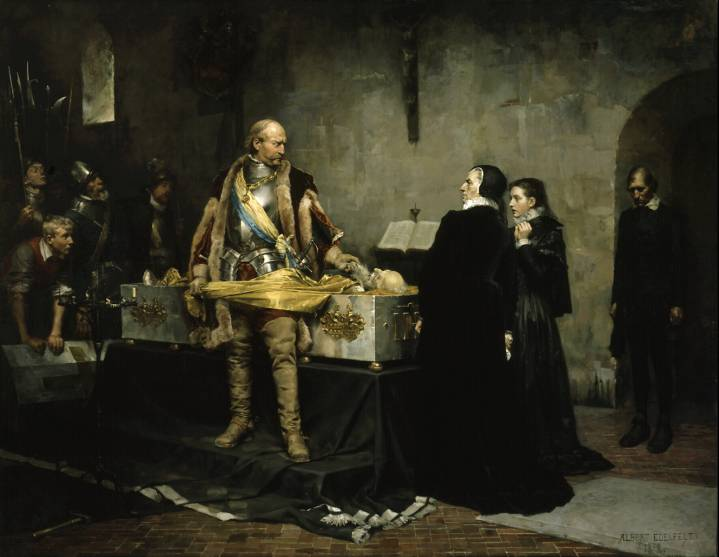
الوصي الدوق كارل (لاحقاً الملك كارل التاسع) مهيناً جثة كلاوس فليمنغ. لوحة من رسم ألبرت إدلفلت، 1878.

البارون كلاوس فليمنغ (Klaus Fleming؛ باراينن، 1535 - بوهيا، 13 أبريل 1597) نبيل وأدميرال سويدي فنلندي المولد، لعب دوراً هاماً في التاريخ الفنلندي والسويدي خلال صعود السويد كقوة عظمى. وكان من أمناء لدى يوهان الثالث وسييسموند فاسا ملكا السويد.
سنة 1569 أصبح فليمنغ عضوا في مجلس الملك الخاص، وفي 1571 عـُين بمنصب أدميرال المملكة وفي 1590 بمنصب كونستابل المملكة. كحاكم لفنلندا واستونيا تولى مهام أعلى سلطة للمملكة السويدية في فنلندا واستونيا مباشرة بعد ملك السويد. وكان مؤيداً قوياً لملك السويد الشرعي سييسموند فاسا ولذلك كان عدواً لكارل دوق سودرمانلند.
كان والد فليمنغ -حفيد بيورن رايفالدسون- مستشار الدولة إريك فليمنغ (1487-1548)، كما كان رجلاً بارزاً ومن أقرب المقربين للملك غوستاف فاسا.
عند دراسة التاريخ السويد ذلك الوقت حري بنا أن نعرف بأن هناك العديد من الأشخاص تتشابه اسماءهم مع كلاس فليمنغ في ذلك الوقت. فلا ينبغي الخلط بين كلاس اريكسون فليمنغ وكلاس لارسون فليمنغ (1592-1644) الأدميرال ومستشار للملك، أو كلايس فليمنغ (1649-1685) النبيل والسياسي .